# Juarez Távora
Juarez do Nascimento Fernandes Távora (Jaguaribemirim, 14 de janeiro de 1898 — Rio de Janeiro, 18 de julho de 1975) foi um militar e político brasileiro.

## Biografia

### Primeiros anos: formação militar e participação política no Governo Vargas
Juarez Távora nasceu na fazenda do Embargo no atual município de Jaguaribe, Estado do Ceará.
Estudou na Escola Militar do Realengo no Rio de Janeiro e tornou-se aspirante em 1919. Em julho de 1922, participou do levante armado então deflagrado contra o governo federal, tendo sido preso nessa ocasião. No ano seguinte, foi condenado a três anos de prisão e perdeu sua patente militar.
Em 1924 participou ativamente do movimento revolucionário paulista contra o Presidente Arthur Bernardes, inclusive buscando reforços na Região Sul do país. Em 1926 integrou-se à Coluna Prestes, sendo preso em combate e libertado no Governo Washington Luís.

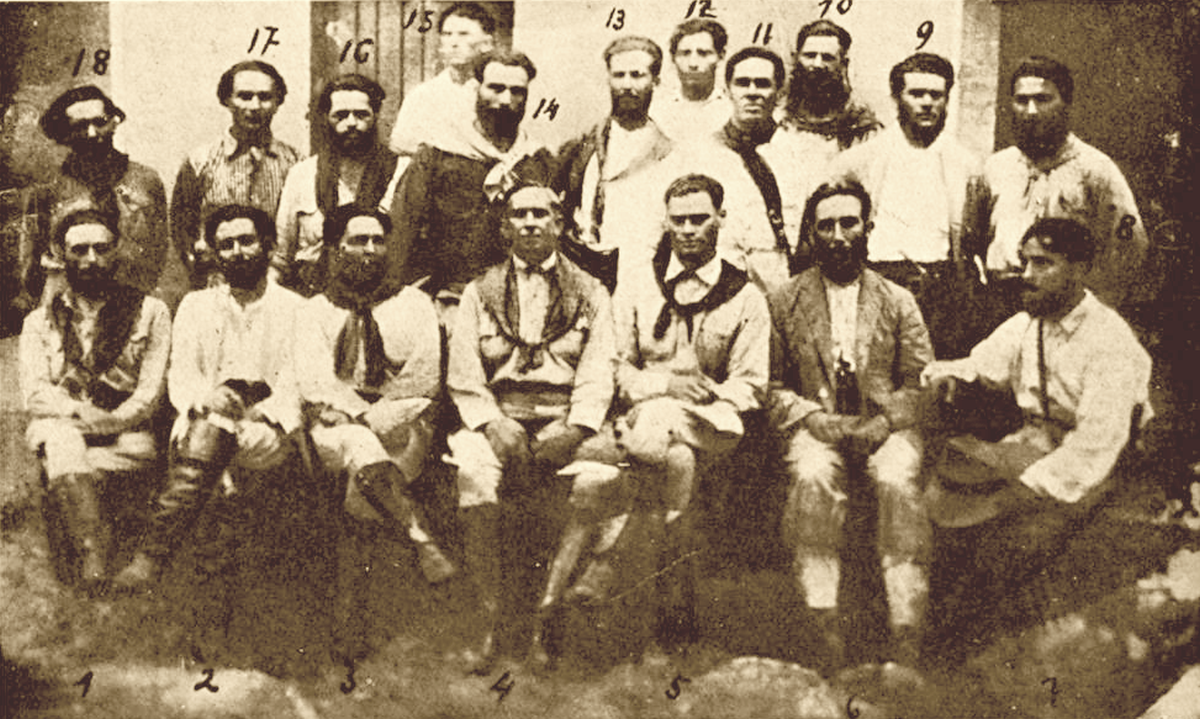
Os chefes da Coluna Miguel Costa-Prestes, sendo Juarez o terceiro sentado da direita para a esquerda.

Nas eleições de 1930, chegou a ser eleito deputado federal no Ceará, porém não chegou a assumir o mandato em razão da Revolução de 1930 (que dissolveu o Parlamento). Seu retorno em 1930 somente foi possível após um período de exílio na Argentina e após fortes discussões com Luís Carlos Prestes sobre o apoio a Getúlio Vargas nas eleições.
Por ter comandado as forças nordestinas e nortistas que apoiavam Getúlio Vargas em 1930 e 1931, recebeu o apelido de "Vice-Rei do Norte" pela imprensa. Juarez Távora comandava, então, a delegacia militar do Norte-Nordeste com a capacidade de interferir nas intervenções estaduais. Porém, por sua própria sugestão, o cargo foi extinto em dezembro de 1931.
Casou-se em 14 de janeiro de 1931, no Rio de Janeiro, com sua prima Nair Belisário Távora. Enquanto aliado de Vargas, participou da repressão à Revolução Constitucionalista de 1932.

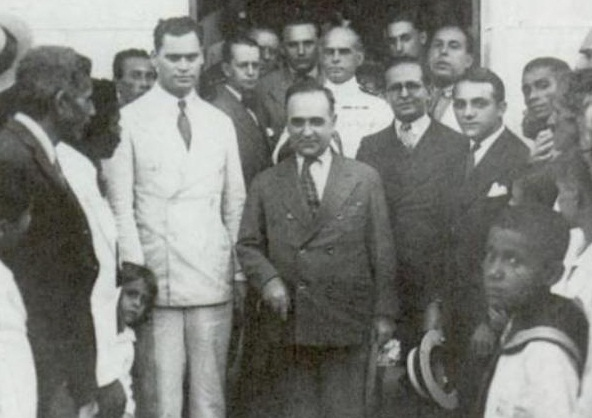
Juarez Távora, Getúlio Vargas e o então interventor da Bahia, Juracy Magalhães, um ano após a vitória da Revolução de 1930.Juarez e Juracy romperam com Getúlio depois do Golpe de 1937.

Durante a Era Vargas, ocupou dois ministérios diferentes: foi ministro da Agricultura entre 22 de novembro de 1932 e 24 de julho de 1934 e também ministro provisório dos Transportes entre 4 e 5 de novembro de 1930. Na condição de ministro da Agricultura, Juarez Távora era também membro automático da Assembleia Constituinte que produziu a Constituição de 1934.
Após a promulgação da nova constituição, Távora deixa o cargo e decide retomar a carreira militar. Entre 1936 e 1938, realiza curso na Escola de Estado-Maior do Exército e, posteriormente, colabora com a organização da Força Expedicionária Brasileira (FEB).

### O retorno ao cenário político e a candidatura presidencial
Em 1945, com o final da II Guerra Mundial e o desfecho da Era Vargas, Juarez Távora resolveu voltar ao cenário político - agora com novas ideias e experiências. Por discordar da política desenvolvida por Getúlio Vargas (especialmente durante a ditadura do Estado Novo), Távora filiou-se ao principal partido de oposição naquele ano: a União Democrática Nacional (UDN). Após atingir a patente de General do Exército em 1946, passou a se envolver também em debates sensíveis da política brasileira como a questão do petróleo ao defender a participação do capital estrangeiro em sua exploração (entrando em colisão com militares e políticos nacionalistas). Foi assim o principal líder dos que se opunham à criação da Petrobras (ver: Monopólio estatal do petróleo no Brasil).
Foi comandante da Escola Superior de Guerra, entre 11 de dezembro de 1952 e 20 de agosto de 1954. Em seguida, em 1954, foi eleito vice-presidente do Clube Militar e se manifestou pela imediata renúncia de Getúlio Vargas. Por tais razões, é considerado um dos líderes da articulação política que resultou no suicídio de Vargas. Durante o Governo do Presidente Café Filho, Juarez Távora ocupou a chefia do Gabinete Militar.
No ano seguinte candidatou-se à presidência da República pela UDN, perdendo na eleição para Juscelino Kubitschek. Após formar uma coligação entre União Democrática Nacional (UDN), o Partido Democrata Cristão (PDC), o Partido Libertador (PL) e o Partido Socialista Brasileiro (PSB), Juarez Távora conseguiu uma campanha competitiva. Como a Constituição de 1946 não exigia a realização de segundo turno, Juscelino Kubitschek foi eleito com cerca de 35% dos votos (uma diferença de aproximadamente 5%, uma vez que Juarez Távora conseguiu 30%). Naquela eleição, também estavam concorrendo o governador de São Paulo, Adhemar de Barros (PSP), e o líder integralista Plínio Salgado (PRP) que obtiveram respectivamente 25,77% e 8,28% dos votos.
Apesar da fragmentação política na eleição de 1955, Juarez Távora conseguiu vencer na maioria dos estados nordestinos (Ceará, Paraíba, Pernambuco, Alagoas e Sergipe) e recebeu mais votos que JK no Estado de São Paulo e no então Distrito Federal (locais onde Adhemar de Barros venceu), além de ficar em segundo lugar em outros estados. Importante ressaltar que essa foi a primeira vez na história republicana brasileira em que a diferença entre os dois primeiros colocados ficou abaixo dos 10% e um Presidente da República foi eleito com menos de 40% dos votos.
Em 1962, se elegeu deputado federal pelo estado da Guanabara, com 33 361 votos, tornando-se o quinto mais bem votado do estado naquele pleito, fazendo parte da 42ª legislatura da Câmara dos Deputados, entre 1963 e 1967. Na eleição presidencial de 1964, ficou em 2º lugar, com 3 votos, perdendo para Castelo Branco (361 votos) e à frente do ex-presidente Eurico Gaspar Dutra (2 votos).
Durante a Ditadura Militar, no Governo do Presidente Castelo Branco, foi Ministro de Viação e Obras Públicas, de 15 de abril de 1964 a 15 de março de 1967.

## Promoções
| Patente             | Data |
| ------------------- | ---- |
| Aspirante a oficial | 1919 |
| Segundo-tenente     | 1920 |
| Primeiro-tenente    | 1921 |
| Capitão             | 1922 |
| Major               | 1931 |
| Tenente-coronel     | 1936 |
| Coronel             | 1941 |
| General de Brigada  | 1946 |
| General de Divisão  | 1952 |
| General de Exército | 1956 |